# 잭슨 J. 스필보걸
잭슨 조지프 스필보걸(영어: Jackson Joseph Spielvogel)은 미국의 역사학자이다. 펜실베이니아 주립 대학교 명예교수로 세계사, 서양 문명과 나치 독일에 관한 교과서를 집필하였으며, 그의 교과서는 AP 유럽사 과정과 대학교 강의용 교재로 미국에서 널리 쓰이고 있다. 펜실베이니아 주립 대학교에서 공학을 전공하다가 역사학으로 전공을 바꾸었으며, 오하이오 주립 대학교에서 해럴드 J. 그림의 지도로 종교 개혁에 관해 연구하여 박사 학위를 받았다.